# Aphis lupinehansoni
Aphis lupinehansoni är en insektsart som beskrevs av Frank Hall Knowlton 1935. Aphis lupinehansoni ingår i släktet Aphis och familjen långrörsbladlöss. Inga underarter finns listade i Catalogue of Life.